# Groupe de NGC 5846
Le groupe de NGC 5846 comprend au moins dix galaxies situées dans la constellation de la Vierge et une située dans la constellation du Serpent (UGC 9760). La distance moyenne entre ce groupe et la Voie lactée est d'environ 30,0 Mpc (∼97,8 millions d'al).

## Membres
Le tableau ci-dessous liste les neuf galaxies du groupe indiquées dans l'article de A.M. Garcia paru en 1993 et NGC 5846A ajouté par Richard Powell.
Richard Powell mentionne aussi le groupe de NGC 5846 sur son site avec les mêmes neuf galaxies, mais il ajoute NGC 5846A (PGC 53930).
Notons que cinq des galaxies du groupe de NGC 5846 font partie d'un groupe plus vaste décrit par Abraham Mahtessian dans un article publié en 1998, le groupe d'IC 1066. Il s'agit de NGC 5813, NGC 5831, NGC 5846, NGC 5864 et NGC 5864. Comme on peut le constater, les regroupements varient d'un auteur à l'autre, car il n'y a pas de critères fixes pour construire ceux-ci.
Le groupe de NGC 5846 fait partie de l'amas de la Vierge III.
| Nom       | Class.    | Type         | α (J2000.0)   | δ (J2000.0) | Vitesse radiale (km/s) | m    | Distance (Mpc) | Diamètre (kal) |
| --------- | --------- | ------------ | ------------- | ----------- | ---------------------- | ---- | -------------- | -------------- |
| NGC 5813  | E1-2      | Elliptique   | 15h 01m 11.2s | 01° 42′ 07″ | 1956 ± 5               | 10,5 | 31,8 ± 2,2     | 123            |
| NGC 5831  | E3        | Elliptique   | 15h 04m 07.0s | 01° 13′ 12″ | 1630 ± 2               | 11,5 | 26,9 ± 1,9     | 64             |
| NGC 5846  | E0-1      | Elliptique   | 15h 06m 29.3s | 01° 36′ 20″ | 1712 ± 5               | 10,0 | 28,1 ± 2,0     | 114            |
| NGC 5854  | SB0^+(s)  | Lenticulaire | 15h 07m 47.7s | 02° 34′ 07″ | 1663 ± 5               | 11,9 | 27,3 ± 1,9     | 58             |
| NGC 5864  | SB0^0(s)? | Lenticulaire | 15h 09m 35.5s | 03° 03′ 10″ | 1885 ± 4               | 11,8 | 30,5 ± 2,2     | 64             |
| NGC 5869  | S0^0?     | Lenticulaire | 15h 09m 49.4s | 00° 28′ 12″ | 2085 ± 4               | 11,9 | 33,5 ± 2,4     | 64             |
| UGC 9746  | Sbc?      | Spirale      | 15h 10m 16.5s | 01° 56′ 03″ | 1737 ± 1               | 14,2 | 28,4 ± 2,0     | 55             |
| UGC 9751  | Sbc?      | Spirale      | 15h 10m 58.5s | 01° 26′ 15″ | 1568 ± 7               | 14,9 | 25,8 ± 1,8     | 28             |
| UGC 9760  | Sd        | Spirale      | 15h 12m 02.4s | 01° 41′ 55″ | 2023 ± 1               | 14,2 | 32,5 ± 2,3     | 66             |
| NGC 5846A | cE2-3     | Elliptique   | 15h 06m 29.2s | 01° 35′ 42″ | 2201 ± 14              | 12,6 | 35,3 ± 2,5     | 12             |

Le site DeepskyLog permet de trouver aisément les constellations des galaxies mentionnées dans ce tableau ou si elles ne s'y trouvent pas, l'outil du site constellation permet de le faire à l'aide des coordonnées de la galaxie. Sauf indication contraire, les données proviennent du site NASA/IPAC.